# Eizer
Eizer is een deel van de Vlaamse gemeente Overijse in de provincie Vlaams-Brabant in België.
Het gehucht telt ongeveer 1200 inwoners. De parochie ligt op het grondgebied van twee gemeenten. Laag-Eizer - de eigenlijke dorpskern - ligt op het grondgebied van Overijse, Hoog-Eizer ligt grotendeels op het grondgebied van Tervuren. Op de Tervurense bewegwijzering wordt Eizer overigens als "IJzer" gespeld. Zo is er dan ook een "IJzerstraat" in de Tervurense deelgemeente Duisburg.  Net zoals andere dorpen van de Druivenstreek telde Eizer ook vele druivenserres, en was dit dorp destijds ook bekend om zijn perzikenteelt. Tegenwoordig zijn er nog een beperkt aantal druiventelers actief en heeft de plaatselijke druif een beschermde oorsprongsbenaming.

## Geschiedenis
Naar analogie met "Isca", de Keltische benaming voor de rivier IJse, zou "Iserna" verbonden kunnen worden met de Nellebeek (of Eizernelle), die - gedeeltelijk overdekt - door de parochie vloeit. Iserna wordt reeds in 1124 als heerlijkheid vermeld.

## Markante gebouwen
- De Maria Magdalenakerk uit 1893.
- De Sint-Rochuskapel uit 1726.
- De Cruysboomkapel uit de 18e eeuw.
- Sint-Jozefsschool Eizer
- De oude pastorij
- De parochiezaal "Eysernelle"
- "Het Gebroken Hof" of "Hof te Eizer"

## Verenigingsleven
Het dorp kent een rijk verenigingsleven en telt twee fanfares: de Koninklijke Fanfare Sint-Rochus en de Koninklijke Harmonie Eendracht maakt Macht.

## Nabijgelegen kernen
Duisburg, Huldenberg, Overijse

## Afbeeldingen

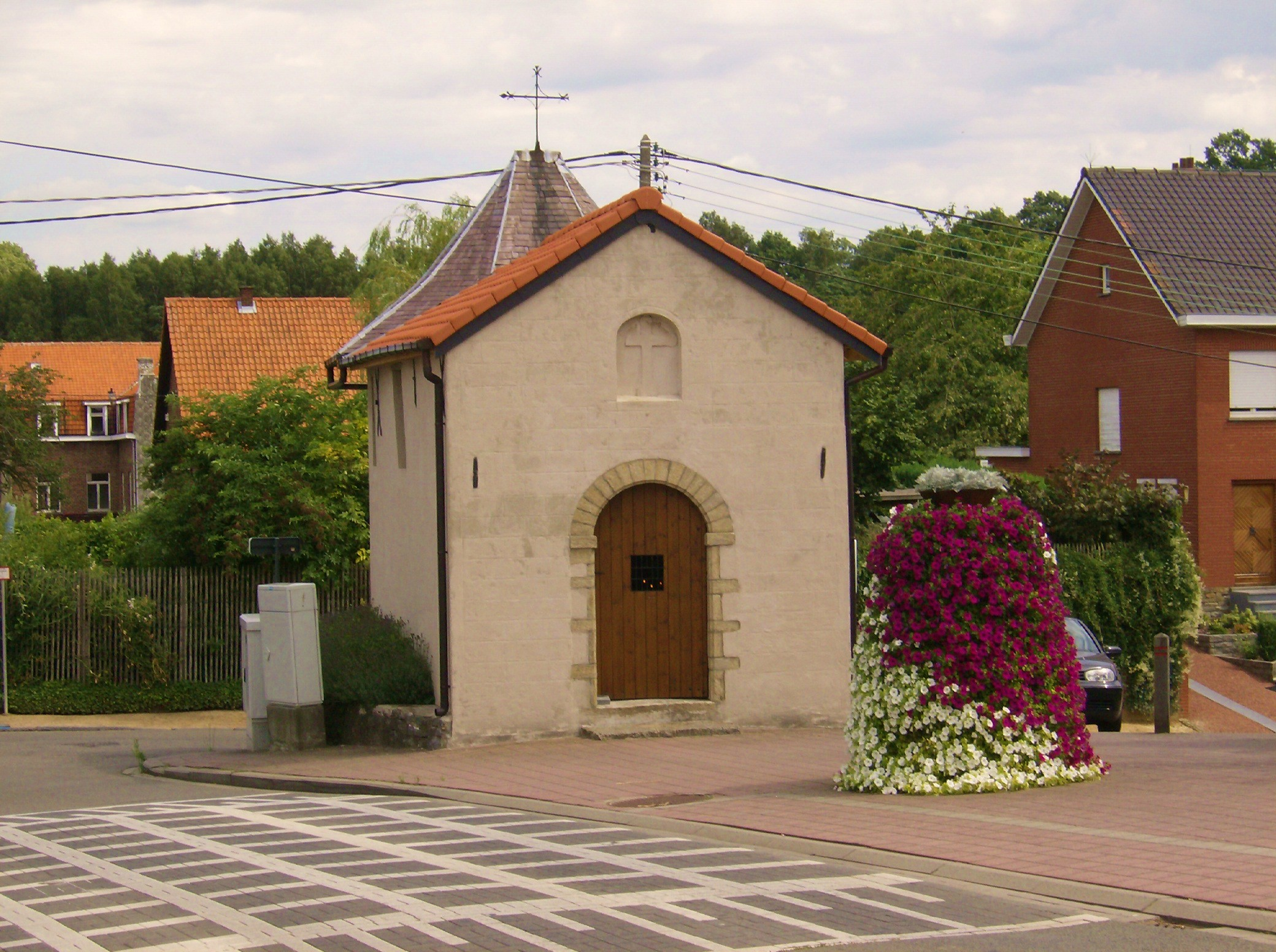
Cruysboomkapel
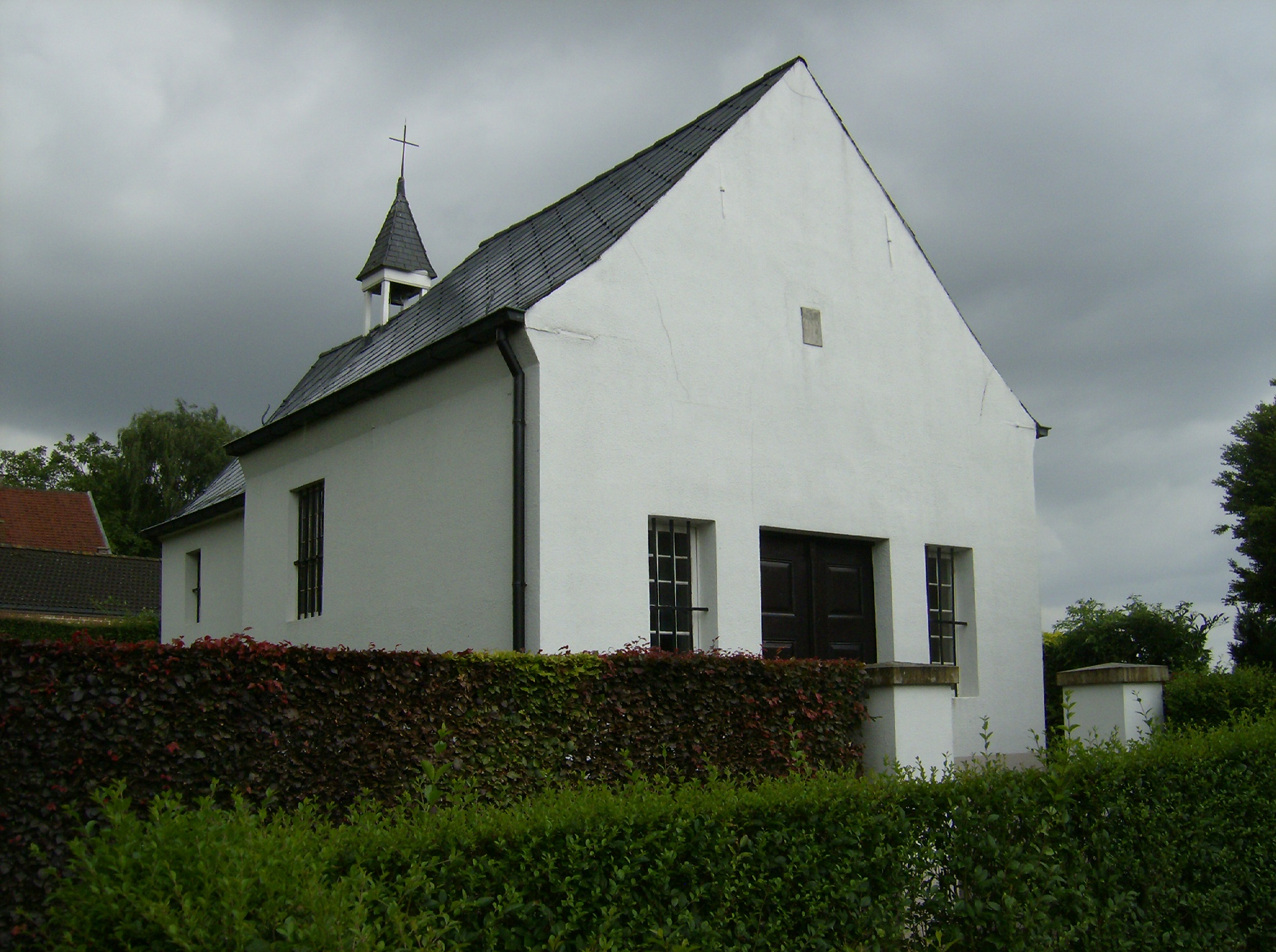
Sint-Rochuskapel
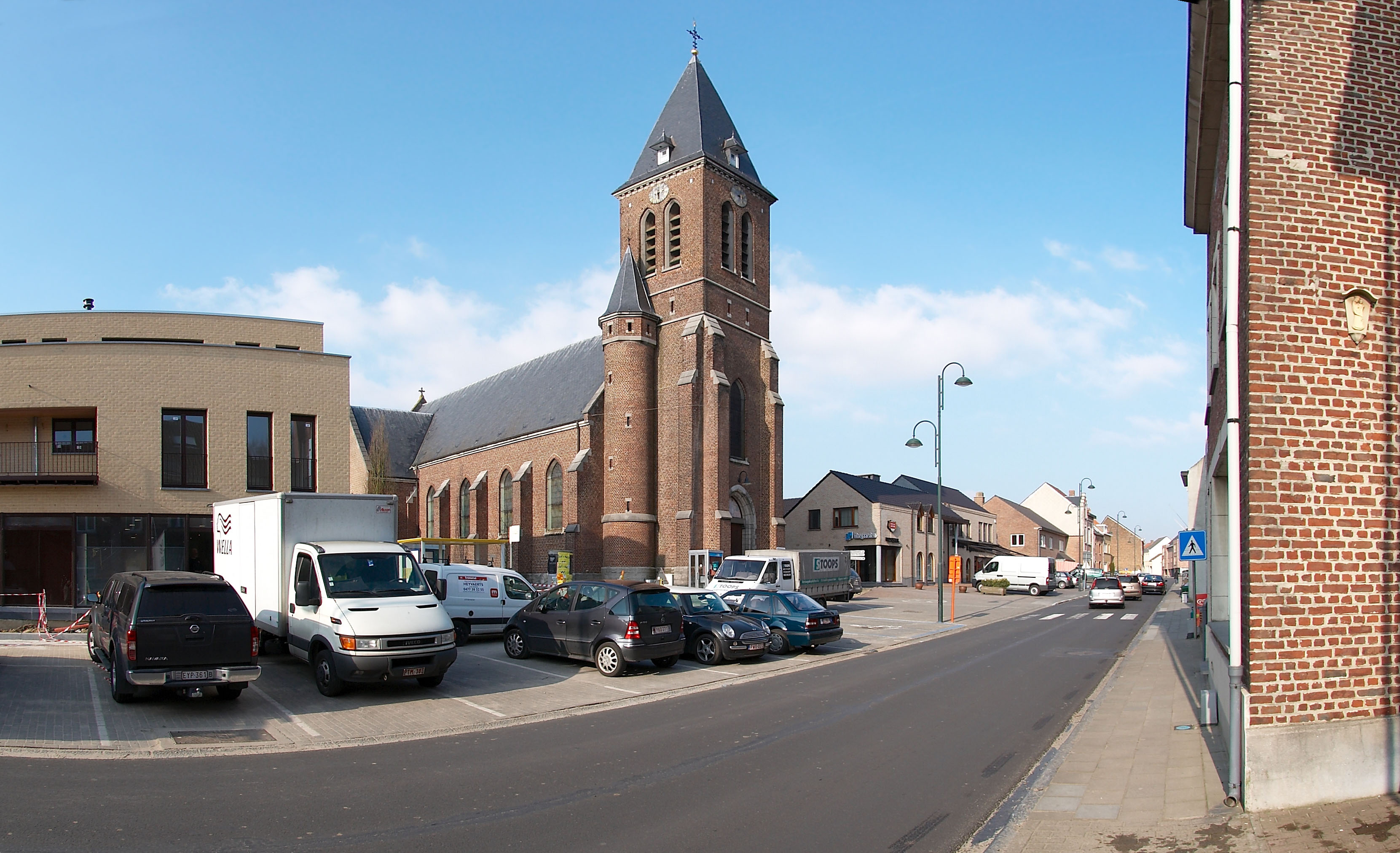
Dorpskern en Heilige Maria Magdalenakerk